# Perillaaldehyd
Perillaaldehyd ist eine chemische Verbindung aus der Gruppe der Aldehyde, das in zwei enantiomeren Formen vorkommt. Er gehört zur Naturstoffklasse der Monoterpene.

## Isomere
| Isomere von Perillaaldehyd |                       |                    |
| Name                       | (R)-Perillaaldehyd    | (S)-Perillaaldehyd |
| Andere Namen               | (+)-Perillaaldehyd    | (−)-Perillaaldehyd |
| Strukturformel             |                       |                    |
| CAS-Nummer                 | 5503-12-8             | 18031-40-8         |
| CAS-Nummer                 | 2111-75-3 (unspez.)   |                    |
| EG-Nummer                  | 626-425-7             | 679-812-8          |
| EG-Nummer                  | 218-302-8 (unspez.)   |                    |
| ECHA-Infocard              | 100.154.827           | 100.204.771        |
| ECHA-Infocard              | 100.016.639 (unspez.) |                    |
| PubChem                    | 1548901               | 2724159            |
| PubChem                    | 16441 (unspez.)       |                    |
| Wikidata                   | Q27279680             | Q23766753          |
| Wikidata                   | Q3117895 (unspez.)    |                    |

## Vorkommen

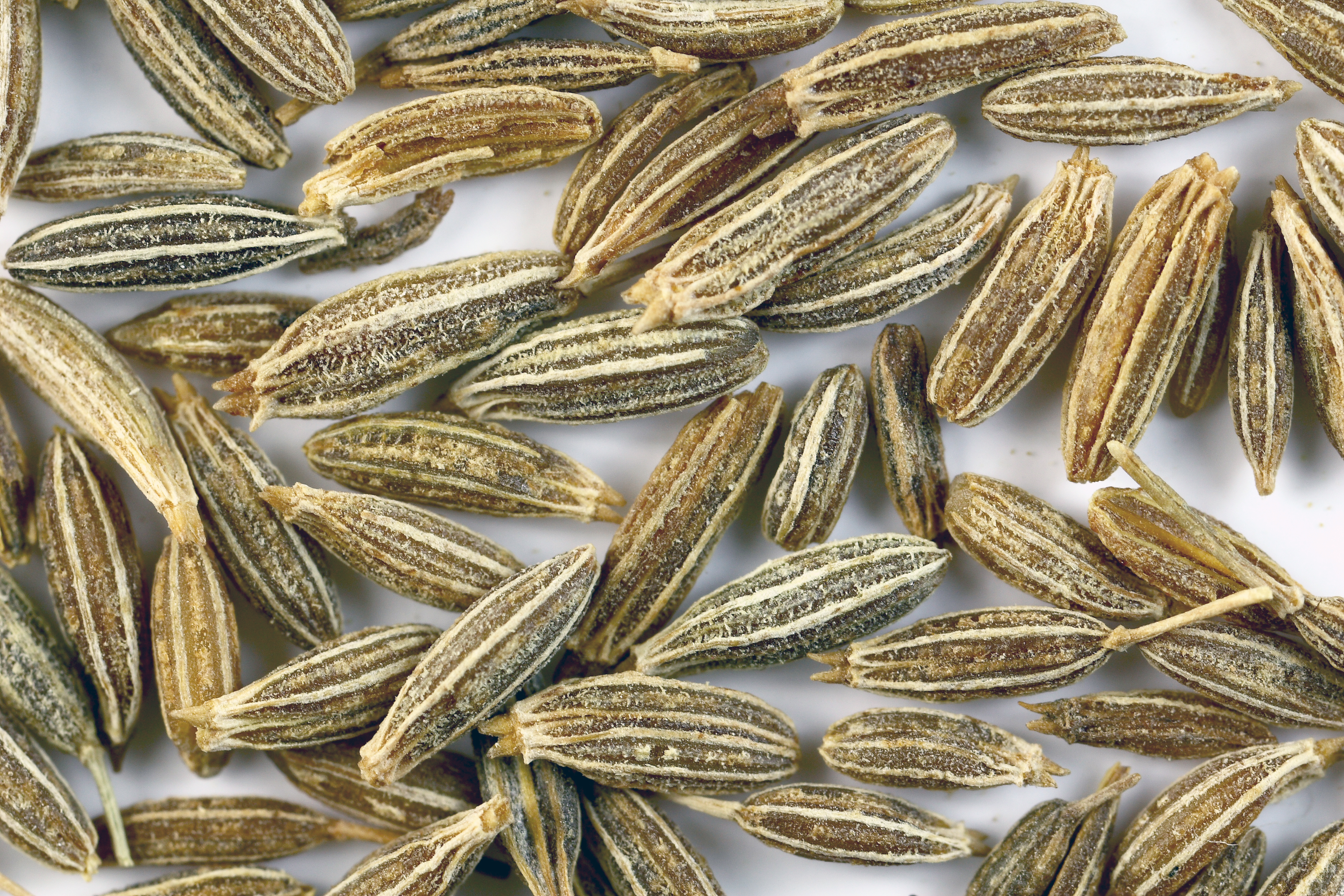
Kümmel

Perillaaldehyd kommt natürlich in Perillaöl und Kreuzkümmel vor. Allgemein kommen in der Natur beide enantiomeren Formen vor.

## Eigenschaften
(S)-(−)-Perillaaldehyd ist eine gelbe ölige Flüssigkeit.

## Verwendung
(S)-(−)-Perillaaldehyd wird als Ausgangsprodukt zur Herstellung von naturidentischen Stoffen verwendet. Sein Oxim Perillartin (Perilla-Zucker) ist 2000 mal süßer als Zucker und wird in Japan als Zuckerersatzstoff verwendet.

## Toxikologie
Laut EFSA und neuesten Auswertungen zu einer Studie verursacht das Perillaaldehyd DNS-Schädigungen der Leber. Es wurde aber auch „einige Schwachstellen in den historischen Kontrolldaten“ des Labors, das die Studien durchführt, erkannt.